# Jezioro Kikowskie
Jezioro Kikowskie – jezioro w woj. wielkopolskim, w powiecie szamotulskim, w gminie Pniewy, leżące na terenie Pojezierza Poznańskiego.

## Dane morfometryczne
Powierzchnia zwierciadła wody wynosi 4,5 ha.

## Hydronimia
Według spisu opracowanego przez Komisję Nazw Miejscowości i Obiektów Fizjograficznych (KNMiOF) i danych z państwowego rejestru nazw geograficznych nazwa tego jeziora to Jezioro Kikowskie.